# スズキ・GS50
GS50（ジーエスごじゅう）とは、スズキが製造販売していた排気量50ccクラス（原付一種）のオートバイである。

## 概要
GS50は2005年2月26日より全国一斉に発売された。一般的なオートバイと同じくクラッチ操作を要するリターン式の4段変速機構を採用したマニュアルトランスミッション搭載車である。かつて同社より販売されていたGAGと同じく、4サイクルのバーディー系ビジネスバイクの物を流用したエンジンを搭載しながら専用セッティングによる高出力化を実現しており、いわゆる4st miniのカテゴリに属する小排気量かつ軽量小型のレジャーバイクである。始動方法はキックスターターのみでセルスターターは無し。
最終年度モデルのカラーラインナップは「グラススプラッシュホワイト（白）」「ソリッドブラック（黒）」の2種のみ。過去には「マーブルエラキスレッド×ソリッドブラック（赤×黒）」「キャンディパスキュアパープル×ソリッドブラック（紫×黒）」の2種もラインナップされていた。車体後部のシートカウルには同社オプションのU字ロックが収納出来るホルダーを標準装備している。
本車はMTバイクの入門車という位置づけであり、クラッチ操作やギアチェンジといった基本操作の習得と「オートバイを操る楽しさ」を体感することを主な目的としている。そうすることで、他のMTバイクへ興味を抱かせるとともに、後に車体や排気量の大きいバイクへ乗り換える際の心理的な抵抗を減らすことができるからである。
比較的小柄な車体ながら燃料タンク容量は8リットルもあり、公称95km/lのカタログ燃費と相まって航続距離が非常に長い。また、690mmのシート高は身長150cm前後の人でも両足がしっかり地面に着くほどであり、その事が二輪車乗車時に常につきまとう“不安定さ”という恐怖から解放する。さらに、乾燥重量が69kgと軽く、前述した足着きの良さも手伝って取り回しがとても楽であり、跨りながら“押し掛け”できるほどである。
2007年9月より施行の自動車排気ガス規制強化に伴い、同年8月末日に生産を終了した。2016年8月現在、新車はほぼ流通していない。現在でもワンメイク耐久レースが開催されている。